# Кралска датска академия на науките
Кралската датска академия на науките е националната научна академия на Дания.
Основана е на 13 ноември 1742 г. с разрешението на тогавашния крал на Дания. Академията има около 250 датски и 260 чужди членове.

## Секретари
- Ханс Кристиан Оерстед – от 1815 г. до 1851 г. Ханс Кристиан Оерстед е секретар на КДАН.

## Членове
- Ярослав Хейровски, чешки физико-химик, лауреат на Нобелова награда за химия за 1959 година.